# Tutto da rifare pover'uomo
Tutto da rifare pover'uomo è uno sceneggiato televisivo prodotto dalla Rai e andato in onda in cinque puntate tra la fine del 1960 e il gennaio 1961.
Inizialmente previsto in quattro puntate, regista e sceneggiatori furono autorizzati a riscrivere la storia e aggiungere una quinta puntata. La prima puntata fu trasmessa in prima serata la sera di Natale, che cadeva di domenica, e l'ultima il successivo 22 gennaio.
Laura Betti e Paolo Poli, in funzione cantastorie, commentano le vicende dei due protagonisti su testi di Eros Macchi e musiche originali di Fiorenzo Carpi.

## Dal romanzo di Fallada
La fiction era tratto dal romanzo di Hans Fallada E adesso, pover'uomo? (titolo originale Kleiner Mann, was nun?), scritto nel 1932 e, adattata per il piccolo schermo da Amos Bottazzi e Marcello Ciorciolini, era diretta da Eros Macchi. Nel ruolo del protagonista era l'ottimo Ferruccio De Ceresa.

## Soggetto
Ambientata negli anni venti la vicenda ruota, come nel romanzo, intorno al protagonista, Max, esemplare della borghesia onesta e laboriosa, che viene avvinto nelle spirali della miseria a causa della grave crisi economica in cui versa il suo paese.
Attraverso le vicissitudini di cui è involontario protagonista viene definito un lucido ritratto della società tedesca del tempo.

## Sigla
La sigla musicale dello sceneggiato - Ballata dell'uomo ricco - era cantata da Cristina Jorio, testo di Eros Macchi e musica di Fiorenzo Carpi.